# Gefangenensammeltransportwagen der Deutschen Reichsbahn

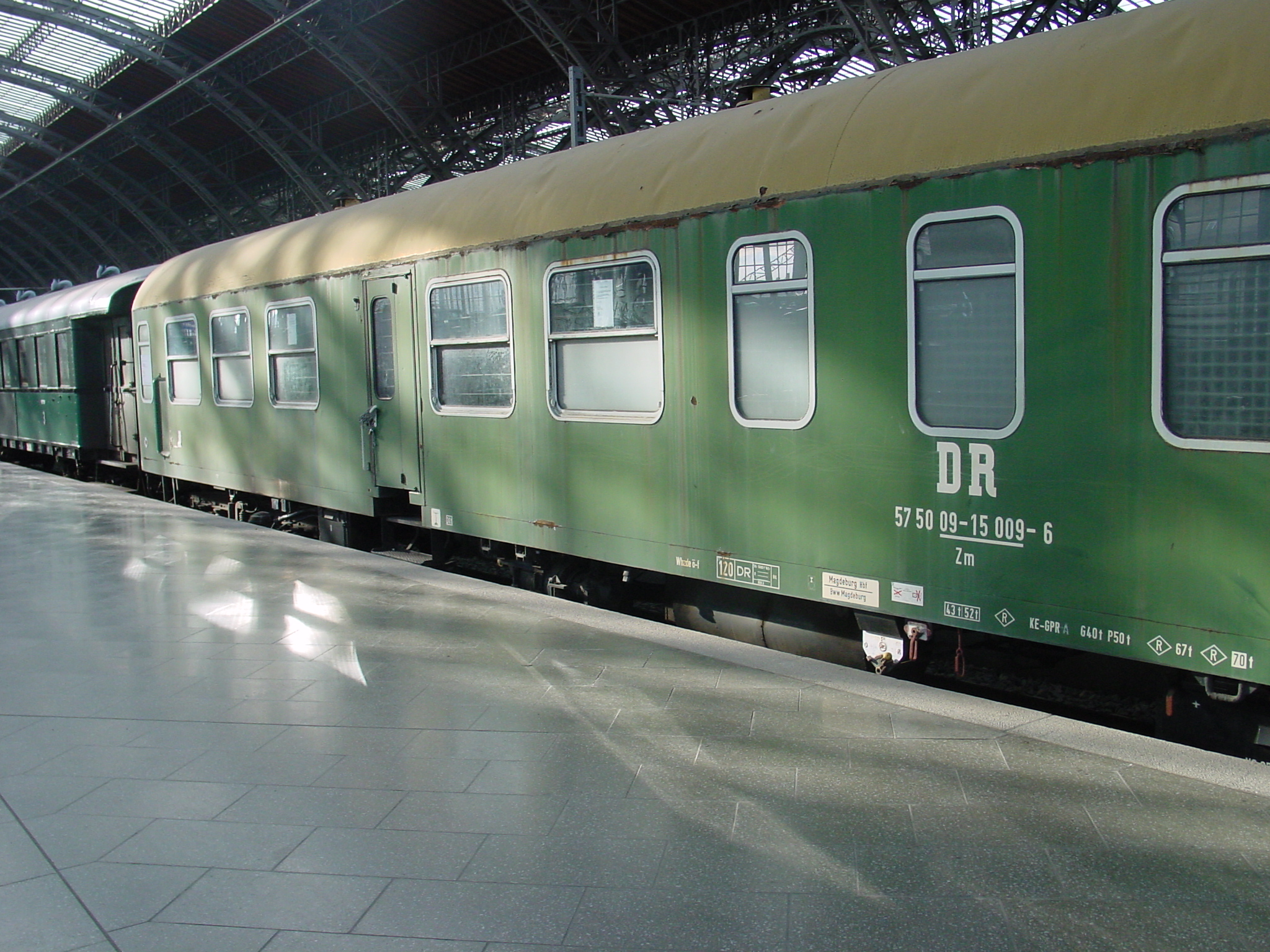
Außenansicht des GSTW

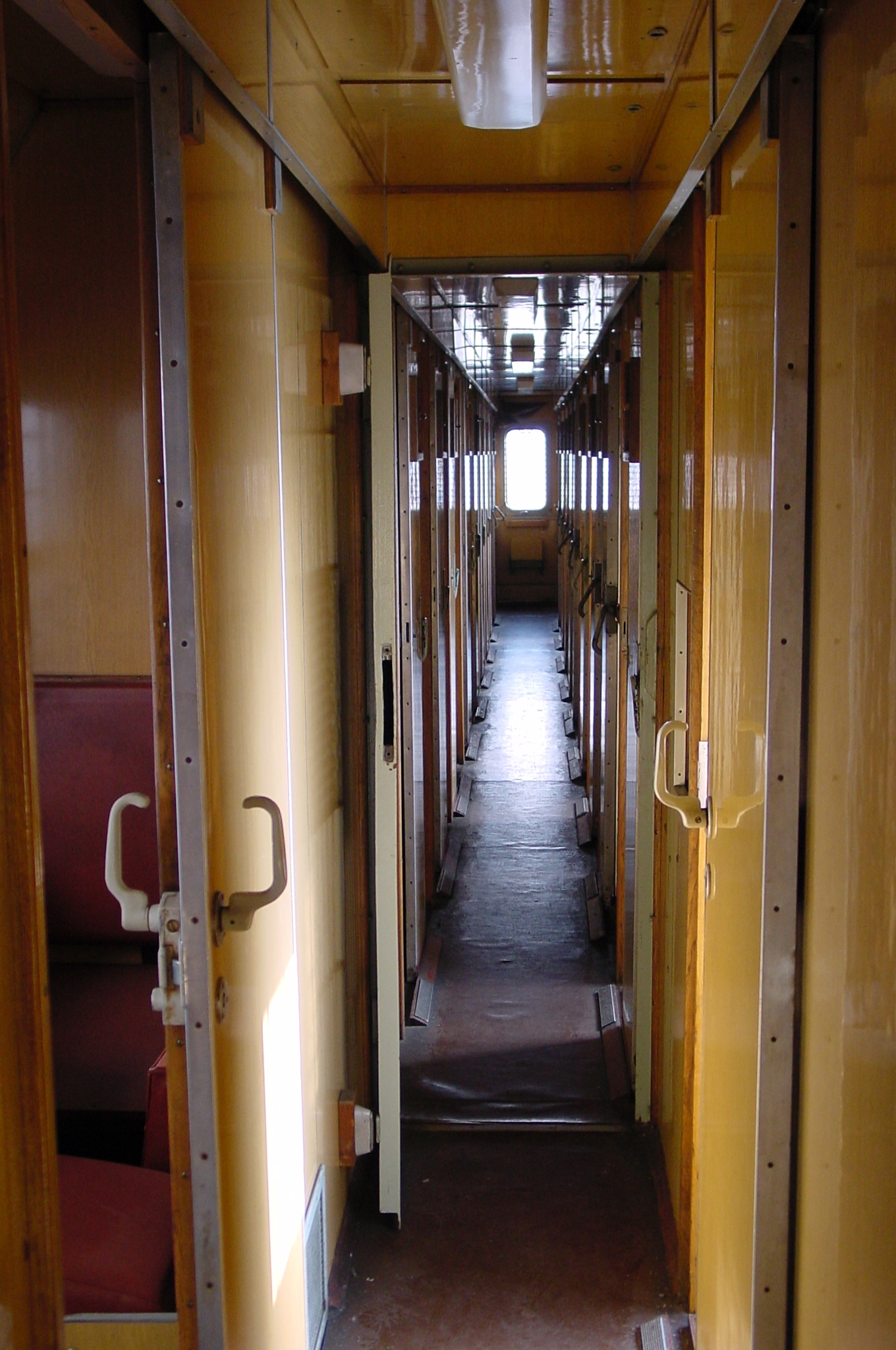
Blick in den Zellengang

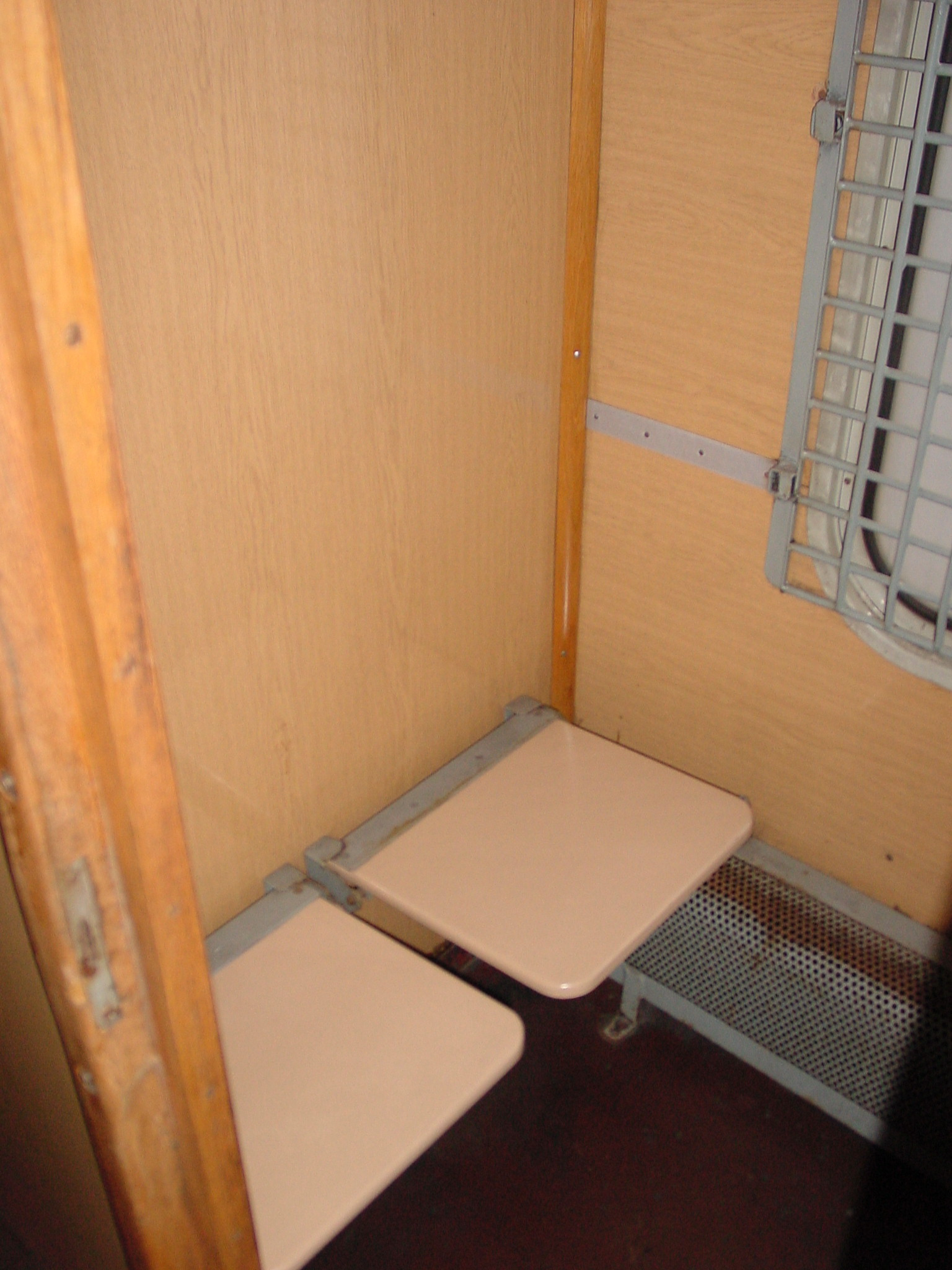
Innenansicht einer Zelle

Der Gefangenensammeltransportwagen der Deutschen Reichsbahn, abgekürzt GSTW, war zu DDR-Zeiten ein spezieller Reisezugwagen der Gattung Zm zur Verlegung von bis zu 90 Gefangenen zwischen Haftanstalten. Unter den Häftlingen hatte das Fahrzeug, wie auch seine Vorgänger, den Namen Grotewohl-Express. Otto Grotewohl war von 1949 bis 1964 der erste Ministerpräsident der DDR.

## Vorgeschichte
Zellenwagen gab es bereits im deutschen Kaiserreich. Nach 1945 wurden verschiedene Wagentypen der Gattung Z für den Gefangenentransport eingesetzt. Nach 1963 wurde Magdeburg zur zentralen Transportleitstelle, daher wurden auch alle Wagentypen dem Bww Magdeburg zugeordnet. Wegen Verschleiß und steigendem Bedarf gab das DDR-Innenministerium bei der Deutschen Reichsbahn (DR) vier Gefangenensammeltransportwagen in Auftrag, die von 1980 bis 1982 hergestellt wurden.

## Ausstattung und technische Daten
Die Fertigung des Wagenkastenrohbaus übernahm das Raw Halberstadt, das Drehgestell stammte vom VEB Waggonbau Görlitz. Den Innenausbau erledigte die Strafvollzugseinrichtung Brandenburg im Raw Potsdam. Lackiert wurden sie durch den VEB Lacke und Farben Leipzig.
Diese Wagen basierten auf dem vierachsigen Typ „Halberstadt“ der Gattung Bmh721 der DR und hatten eine Länge von 26,4 Meter und eine Breite von 2,8 Meter.
Im Innenraum verfügte der GSTW über 18 Zellen, einen Isolations-Verwahrraum sowie ein WC für Gefangene; für die Angehörigen des Strafvollzugs waren ein Schreib- und Ablageraum, ein Aufenthaltsraum, ein Wirtschaftsraum, eine Küche, ein Ruheraum sowie ein eigenes WC vorgesehen.
Die Fahrten waren aufgrund der engen Platzverhältnisse strapaziös. Bis zu fünf Personen, Jahre später reduziert auf vier, mussten sich die ca. 1 Meter langen und 1,34 Meter breiten Zellen teilen. Die Fenster waren mit Milchglas ausgestattet und vergittert.

## Verbleib nach der Wende in der DDR
Mit der Wende endete die Nutzung der GSTW in der DDR. Am 1. Januar 1994 gingen die Fahrzeuge in den Besitz der neuen Deutschen Bahn AG über. Auf Betreiben ehemaliger Häftlinge der Justizvollzugsanstalt Bautzen wurde der letzte erhaltene Wagen unter Denkmalschutz gestellt und restauriert. Dieser befand sich zunächst auf dem Gelände des Güterbahnhofs Leipzig und kann heute in der Gedenkstätte Berlin-Hohenschönhausen besichtigt werden.